# Foro de Cooperación de Asia Oriental y América Latina
El Foro de Cooperación Asia Oriental-América Latina (en inglés: Forum for East Asia-Latin America Cooperation) (abreviado como FCAOAL) es un foro regional de 36 países que constituyen la región de Asia Oriental y América Latina que se unieron para formar un diálogo oficial y regular Canal entre las dos regiones.

## Historia
Asia Oriental y América Latina están compuestas por países en desarrollo y son económicamente dinámicas y complementarias entre sí. Siguen la tendencia mundial de la cooperación regional; La necesidad de una cooperación intercontinental entre Asia oriental y América Latina se debió a que no existía un mecanismo oficial de cooperación que uniera las dos regiones. En 1998, una propuesta concreta para mejorar las relaciones de las dos regiones fue iniciada por el ex primer ministro Singporean Gho Chok Tong. Posteriormente, la reunión de altos funcionarios del Foro Asia Oriental-América Latina se celebró en Singapur en 1999, marcando el comienzo de la organización.

## Países miembros
Países miembros de América Latina (20)
- Argentina
- Bolivia
- Brasil
- Chile
- Colombia
- Costa Rica
- Cuba
- República Dominicana
- Ecuador
- El Salvador
- Guatemala
- Honduras
- México
- Nicaragua
- Paraguay
- Panamá
- Perú
- Surinam
- Uruguay
- Venezuela

Países miembros de Asia Oriental (15)
- Australia
- Brunéi
- Camboya
- China
- Corea del Sur
- Filipinas
- Indonesia
- Japón
- Laos
- Malasia
- Birmania (Myanmar)
- Mongolia
- Nueva Zelanda
- Singapur
- Tailandia
- Vietnam

Cabe destacar que dos países miembros son de Oceanía (Australia y Nueva Zelanda).